# Pedro Gil Lerín
Pedro Gil Lerín (Mallén, Zaragoza, 1903-Tobarra, Albacete, 1991) fue un músico español, director de varias bandas de música y compositor de una gran cantidad de obras musicales.

## Biografía
Nació en Mallén (Zaragoza), el día 9 de septiembre de 1903 en el seno de una modesta familia dedicada a la agricultura. Era el tercero de cuatro hermanos. Realizó estudios primarios en su tierra natal. Su padre murió cuando él tenía ocho años, y su madre cuando cumplió los veinte. Su destino natural era seguir la profesión natural como agricultor, pero su vocación musical le apartó de la misma y le condujo por los caminos de la música. En Mallén tocaba el requinto y era tanta su afición por la música que cuando iba a la huerta clavaba el astil de la azada en el suelo y utilizaba la hoja como atril dirigiendo una imaginaria banda de música, sueño éste que Pedro se empeñó en convertir en realidad.
Como tantos jóvenes de familias modestas, su primero contacto con el exterior tiene lugar con ocasión de cumplir el servicio militar obligatorio, siendo destinado a Zaragoza en el Regimiento Aragón 21, incorporándose a la banda de música de la misma donde realiza estudios de saxofón y asciende a Cabo Músico en sólo tres meses. Su aprovechamiento fue tal que al terminar el servicio militar es contratado como Sargento de la Banda de la Academia de Artillería de Segovia.
En el año 1929 aprobó la oposición como Director de Banda de Música, obteniendo el número uno en Valladolid y siendo destinado como tal a la Banda de Música de Nava del Rey (Valladolid). De esta localidad diría Pedro que era uno de los sitios en donde mejor trato le habían dado, progresando rápidamente la banda y obteniendo un voto de confianza. Realizó estudios de armonía, instrumentación, dirección, contrapunto y fuga en el Conservatorio Superior de Música de Madrid con el Capitán Director de la Banda de la Academia de Artillería D. Miguel Santonja y con el Comandante Director Militar D. Ricardo Dorado, autor famoso de marchas militares. Dorado dijo de él: "tiene usted dotes de composición grandísimas". Asimismo, estudió composición por correspondencia.
De Nava del Rey pasó a Lopera (Jaén), haciéndose cargo de la banda de música. En 1936 publicó sus primeras composiciones en un boletín llamado "Ediciones Gilerín" y en él publicó los pasodobles "¡Olé Belmonte!", "Martín Fiero" y el tango "Quisiera olvidarte". Contrajo matrimonio en Madrid en 1943 con Martina Fernández Osorio, natural de Algrejo (Valladolid), siendo solicitado nuevamente por el Ayuntamiento de Nava del Rey para volver a esa localidad. De ahí pasó a Tobarra en el año 1944 con ocasión de un concurso de méritos, haciéndose cargo de la Banda de Música de dicha localidad. Allí falleció su esposa el 23 de noviembre de 1948 sin que de ese matrimonio tuviera descendencia, y contrajo segundas nupcias en Albacete con una tobarreña, Francisca Martínez Ramón, el día 8 de noviembre de 1951, fijando su residencia definitiva en Tobarra en la calle Ramón y Cajal número 22. De este matrimonio nació Pedro Jesús Orencio Gil Martínez ("Pedroje") el 16 de marzo de 1953.
De Tobarra pasó a Cieza (Murcia) en el año 1953 volviendo nuevamente a Tobarra en el año 1955 y de aquí marchó a Cehegín (Murcia) en el año 1962, siempre a cargo de la banda de música de las localidades referidas, y terminó su carrera musical en Telde (Gran Canaria) en 1972 donde se jubiló al siguiente año al cumplir los setenta de edad, regresando nuevamente a Tobarra. Allí pasó el resto de su vida hasta que falleció el día 4 de noviembre de 1991, siendo acompañado en su entierro por su banda de música.

## Obra musical
Su obra es muy extensa, tanto por los géneros abordados como por el número. Se calcula un mínimo de trescientas cincuenta obras compuestas por Pedro Gil Lerín, aunque el inventario de las mismas es muy difícil ya que han desaparecido algunas de ellas. Perteneció a la Sociedad General de Autores de España y en esa sociedad están registrados 79 títulos suyos. Es autor de numerosos himnos: "Himno a Cehegín", "Himno a Almansa", "Himno a Hellín", "Himno a Tobarra". Destacaron especialmente sus pasodobles toreros: "Monterito", "Pedrés el Grande", "Cabañero", "Club Taurino de Albacete", "Chicuelo de Albacete", "Valerito", "Antonio Torrecillas", "Viva Hellín Taurino". Todos ellos dedicados a toreros de la tierra. Antonio Moreno García, cronista oficial de la ciudad de Hellín, secretario general del Instituto de Estudios Albacetenses y uno de los fundadores de la revista Albasit, dedica un ejemplar de su libro "Hellín en Toros" a Pedro Gil Lerín en los siguientes términos: A Don Pedro Gil Lerín, a quien gustosamente desearía conocer, con mi agradecimiento por todas sus dedicaciones hacia el pueblo de Hellín. Afectuosamente, Albacete, 21 de junio de 1985. Fueron muchos los pasodobles taurinos compuestos y entre ellos podemos citar "Un pase de Villalta", "Morenito de Talavera", "Madrid taurino", "Gallito de Dos Hermanas", "A los toreros", "Vuelta al ruedo".
Tobarra fue beneficiaria de un importante número de obras musicales. Para su pueblo adoptivo compone las marchas de procesión "Cristo de la Antigua", "Virgen de la Encarnación", "El Prendimiento", "Viernes Santo en Tobarra", "A la memoria de Francisco Martínez Navarro" y "Semana Santa en Tobarra" (marcha fúnebre); "Himno a Tobarra", "Buena Fiesta", "Unión Musical Tobarreña", "Himno de San Antonio Abad" (con letra de su cuñado Alejandro Martínez Ramón, que viene interpretándose todos los años en las novenas de San Antonio Abad), "San Roque", "Tobarra" (pasodoble de concierto), "Gratitud a Tobarra" (pasodoble de concierto), "Tobarra en Fiestas", "Lealtad" (dedicado a los músicos de la banda municipal), "Canto a Tobarra", "Homenaje al pueblo de Tobarra" y "Saludo al pueblo".
La obra más importante que Pedro Gil Lerín aportó a Tobarra fue el "Himno a Tobarra". Su estreno tuvo lugar el día 22 de noviembre de 1955 en el Gran Teatro, pero inicialmente fue olvidada rápidamente. Fue en el año 1984 cuando se le dio una gran difusión, al ser interpretada una adaptación coral del mismo por el Orfeón de La Mancha en la Iglesia de la Asunción, estando presente el propio Pedro Gil Lerín. La obra alcanzó un gran éxito, y desde entonces tanto la banda de música como la coral Cristo de la Antigua interpretan el himno tras cada concierto y en los acontecimientos más importantes, como los Juegos Florales o el Cierre del tambor en Domingo de Resurrección.

## Reconocimientos
En Mallén, su localidad natal, le homenajearon cambiando el nombre de la calle "Matadero" a "Músico Pedro Gil Lerín" en 1986. El homenajeado escribió una carta de agradecimiento al pueblo. Almansa realizó un acto en su honor en el Teatro Principal como agradecimiento por la composición del "Himno a Almansa", aunque no pudo asistir el autor por su delicado estado de salud. También Agramón y Hellín dedicaron el nombre de una calle a Pedro Gil Lerín. En Hellín también fue homenajeado en 2002 por la cofradía "Nuestra Señora del Dolor" en agradecimiento a la obra del mismo nombre compuesta por el músico. Tobarra le concedió el título de "hijo adoptivo de Tobarra" el 22 de marzo de 1988, y la banda de música del pueblo le tributó un homenaje en 1985 en el Cine Avenida, estrenando además una obra suya. Además, el Ayuntamiento creó el aula "Pedro Gil Lerín" y un ciclo musical de larga duración que se desarrolla entre noviembre y enero todos los años y que perdura hasta el día de hoy. Su último alumno, José Auñón Paterna, contribuyó ampliamente a la difusión de su obra durante el tiempo en que fue director de la Sociedad Unión Musical Santa Cecilia (organización que surgió de la disolución de la Banda Municipal de Tobarra que dirigiera Pedro Gil Lerín), interpretando en el ciclo musical mencionado anteriormente una obra de Pedro Gil Lerín cada año. Además, el 5 de abril del año 2003, celebrando el centenario del nacimiento del músico, dedicó el concierto de primavera íntegramente al compositor, interpretando diez obras suyas y grabando un disco-homenaje con ocho obras suyas interpretadas por la Unión Musical Santa Cecilia.
- Datos: Q6068926